# 塔奥鲁
塔奥鲁（Taoru），是印度哈里亚纳邦Gurgaon县的一个城镇。总人口17227（2001年）。

## 人口
该地2001年总人口17227人，其中男性9197人，女性8030人；0—6岁人口2881人，其中男1571人，女1310人；识字率66.73%，其中男性为74.17%，女性为58.22%。